# 卧龙岗街道
卧龙岗街道，是中华人民共和国河南省南阳市卧龙区下辖的一个乡镇级行政单位。

## 行政区划
卧龙岗街道下辖以下地区：
汉画社区、桃园社区、飞龙社区、宛西社区、黄龙庙社区、风帆社区、师院南社区、医专西社区、南阳农校社区、彭营村社区、王营村社区、十二里河村社区和潘庄村社区。

## 參看
- 武侯祠 (南阳)
- 南阳汉画馆